# Adrián Vázquez Lázara
Adrián Vázquez Lázara (ur. 5 maja 1982 w Madrycie) – hiszpański polityk, deputowany do Parlamentu Europejskiego IX i X kadencji.

## Życiorys
Studiował prawo na Uniwersytecie Complutense w Madrycie, kształcił się także na uczelniach w Japonii i Stanach Zjednoczonych. Pracował m.in. w Zgromadzeniu Parlamentarnym NATO. Działacz partii Obywatele, został jej etatowym pracownikiem jako koordynator w Europarlamencie. W wyborach w 2019 kandydował na deputowanego do PE IX kadencji. Uzyskał mandat poselski, jednak jego objęcie zostało zawieszone do czasu brexitu. Ostatecznie w Europarlamencie zasiadł w lutym 2020. W styczniu 2023 został wybrany na sekretarza generalnego swojej partii. Ustąpił z tej funkcji w marcu 2024. W tym samym roku związał się z Partią Ludową. Z powodzeniem ubiegał się o reelekcję do Europarlamentu w tym samym roku.